# Odrzywół
Odrzywół é um município na região central da Polônia. Pertence à voivodia da Mazóvia, no condado de Przysucha, no rio Drzewiczka. É a sede da comuna urbano-rural de Odrzywół e da paróquia católica romana de Santa Edviges.
Estende-se por uma área de 7,9 km², com 967 habitantes, segundo o censo de 31 de dezembro de 2021, com uma densidade populacional de 122,4 hab./km².
Foi-lhe concedido o foral de cidade em 1418. Foi destituída de seus direitos municipais em 13 de janeiro de 1870 e incorporada à comuna de Ossa, no condado de Opoczno. De 1870 a 1954, foi a sede da comuna rural de Ossa, de 1954 a 1972, da gromada de Odrzywół e, a partir de 1973, da nova comuna de Odrzywół. De 1975 a 1998, pertenceu administrativamente à voivodia de Radom e, a partir de 1999, ao condado de Przysucha da voivodia da Mazóvia. Em 1 de janeiro de 2024, recuperou a posição de cidade.
A estrada provincial n.º 728 Grójec-Końskie (conexão com a DK7 — distância até Varsóvia 90 km) e a estrada nacional n.º 48 Tomaszów Mazowiecki-Kock (distância até Radom 45 km; de Łódź 90 km) se cruzam em Odrzywół.

## Historia
Odrzywół foi fundada em 1418 por Dobrogost Czarny Odrzywolski do brasão de Nałęcz (starosta de Radom, o então proprietário dessas terras) na propriedade da vila de Wysokin. A permissão para fundar a cidade foi dada pelo rei Ladislau II Jagelão para permitir que o exército polonês que ia para Grunwald atravessasse o rio Vístula. A travessia foi possível graças a uma ponte flutuante. Naquela época, foi a primeira travessia desse tipo na Polônia.
Odrzywół tinha um foral de cidade desde 1418, (originalmente como Wysokin) até 1867, que foi revogado pelo czar Alexandre II da dinastia Romanov por sua participação e assistência na Revolta de Janeiro.
A igreja de Santa Edviges e Santo Estanislau em Odrzywół foi construída no início do século XX em estilo neogótico. Ao lado da igreja de Odrzywół há uma casa paroquial histórica do século XVIII, de um único andar. Ela foi construído em 1790 como resultado da generosidade dos paroquianos de Odrzywół em um plano retangular. Tem um telhado de mansarda e um pórtico sustentado por duas colunas, que lembra uma casa senhorial nobre do século XVIII. Ela tem um anexo no lado leste. Em abril de 1809, o príncipe Józef Poniatowski se hospedou na casa paroquial.
Em 1921, 389 judeus viviam em Odrzywół , o que representava 29,1% da população total. Eles tinham sua própria sinagoga e usavam o cemitério em Nowe Miasto nad Pilicą. Em 1941, os nazistas criaram um gueto, com cerca de 750 judeus reunidos lá. O gueto foi liquidado em agosto de 1942, com os presos sendo levados para o gueto em Nowe Miasto e de lá para o campo de extermínio em Treblinka.

## Monumentos históricos
- Prédio da casa paroquial da igreja
- Igreja de Santa Edviges e Santo Estanislau[13]
- Posto do Corpo de Bombeiros Voluntários
- Prédios residenciais nas ruas Kościelna, Opoczyńska, Radomska, Tomaszowska, Warszawska e praça Kilińskiego
- Imagem de São João Nepomuceno à beira da estrada
- Imagem de Cristo à beira da estrada

## Galeria

Casas na praça principal
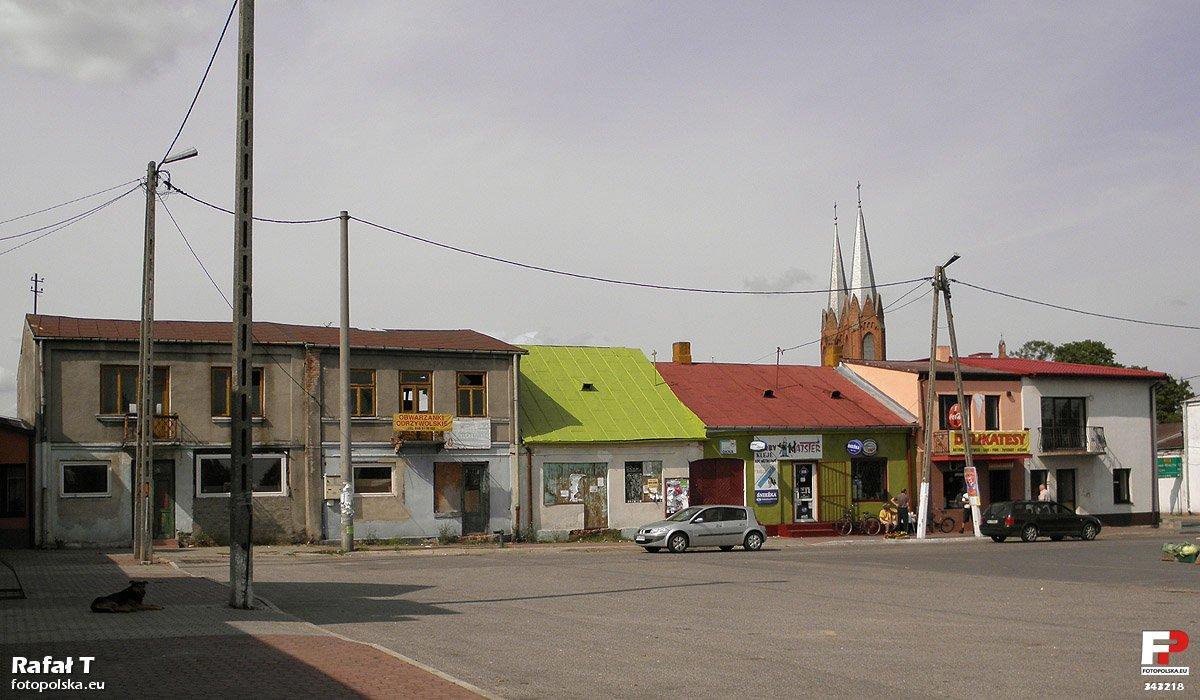
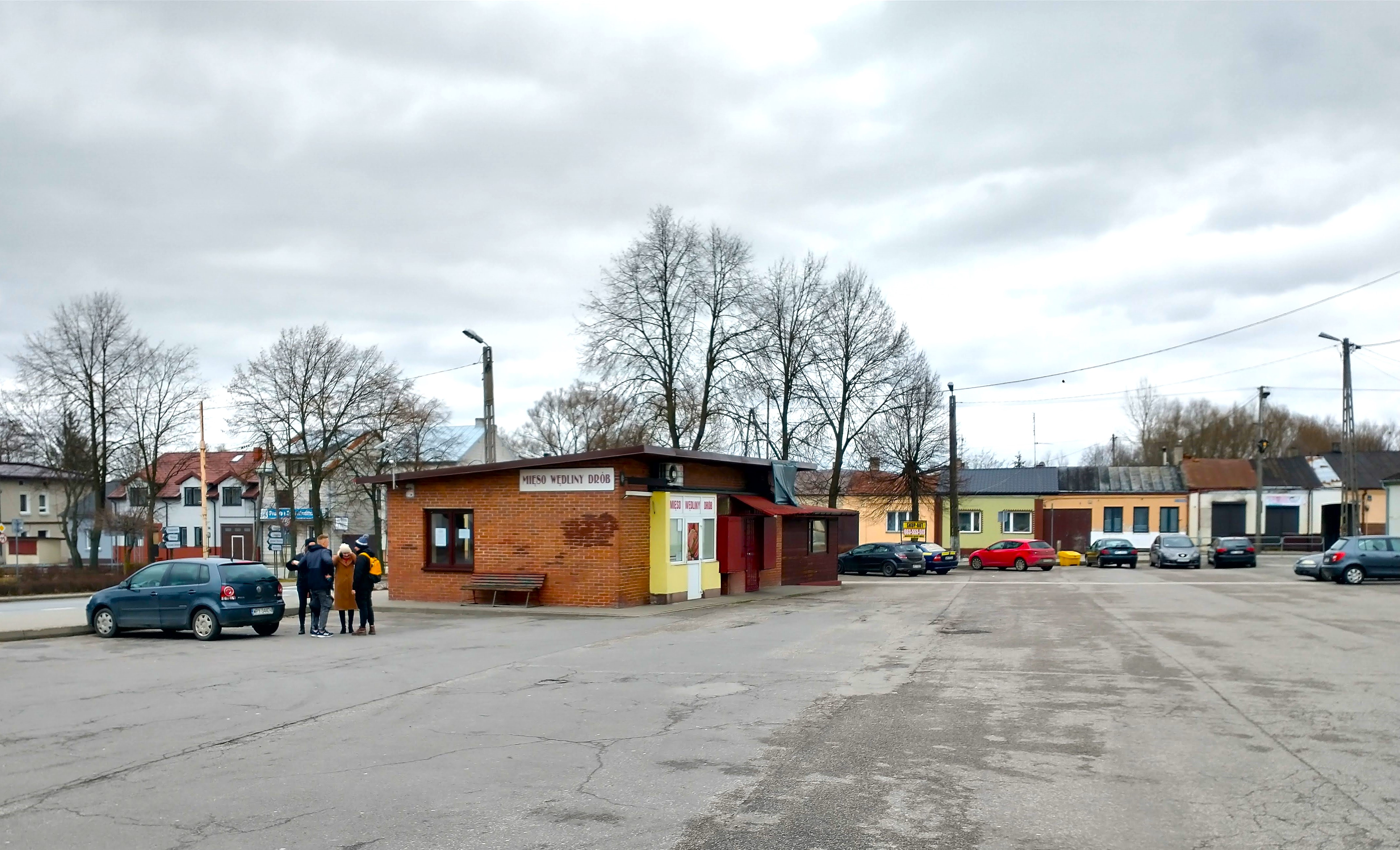
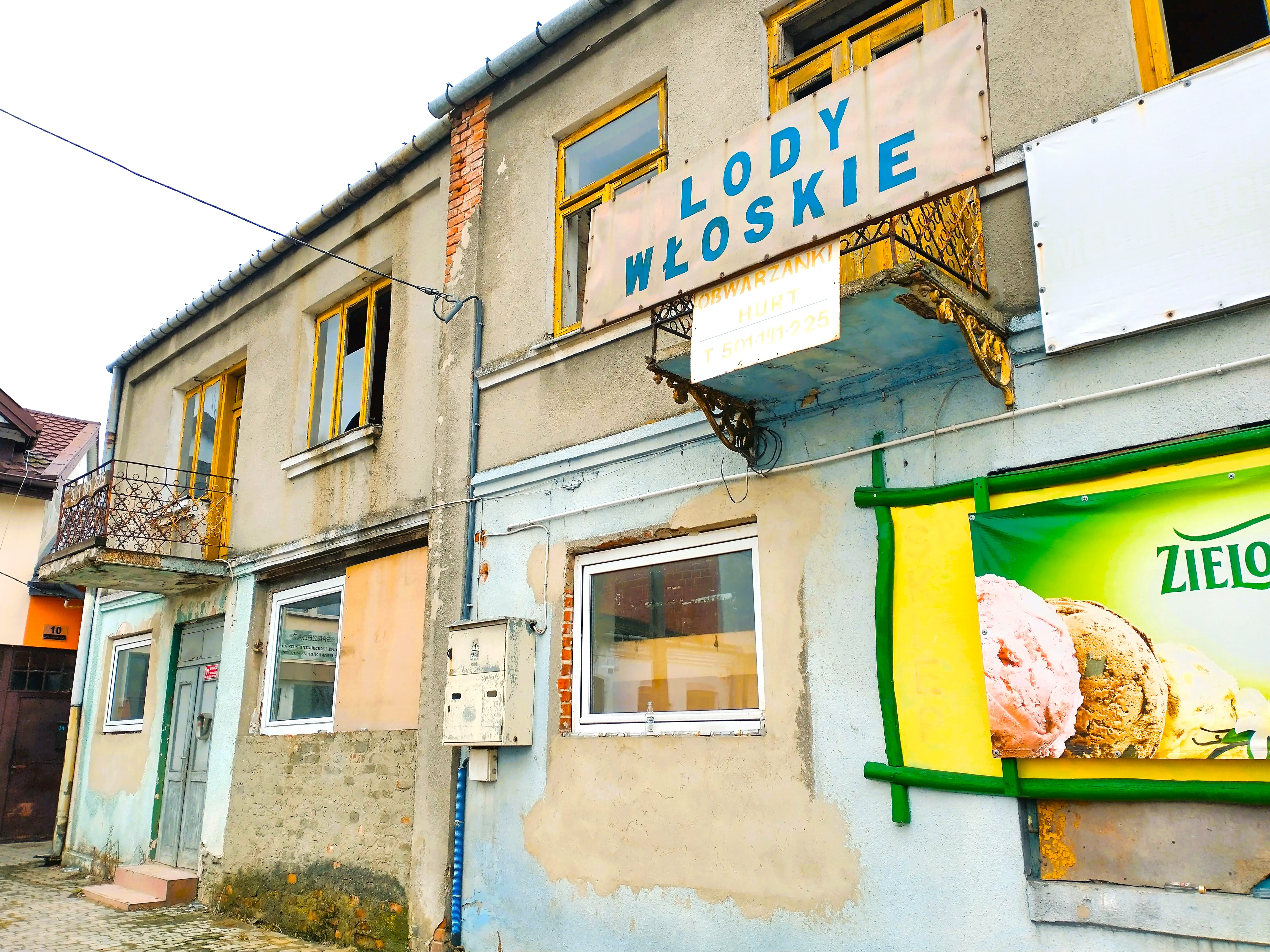
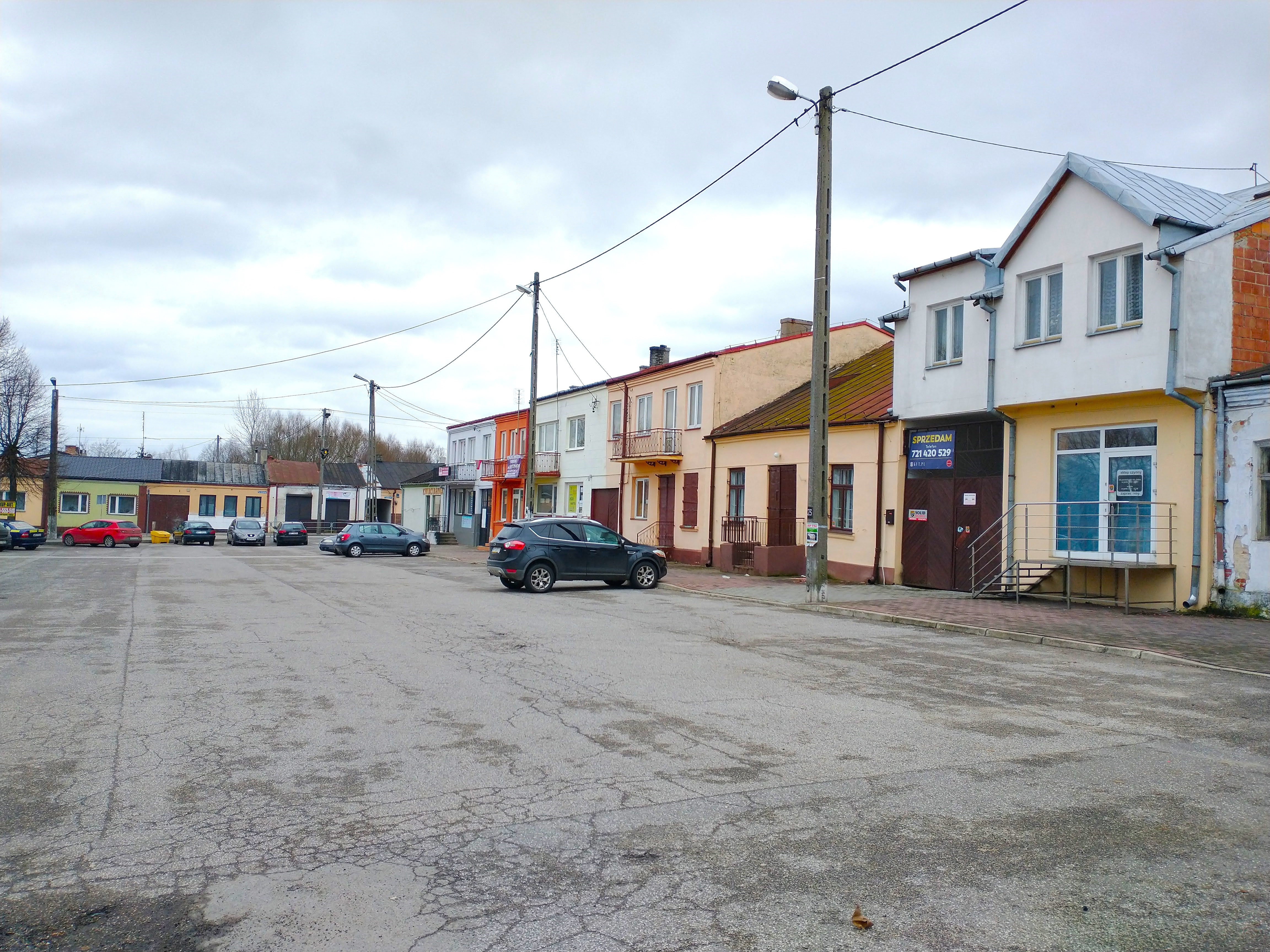
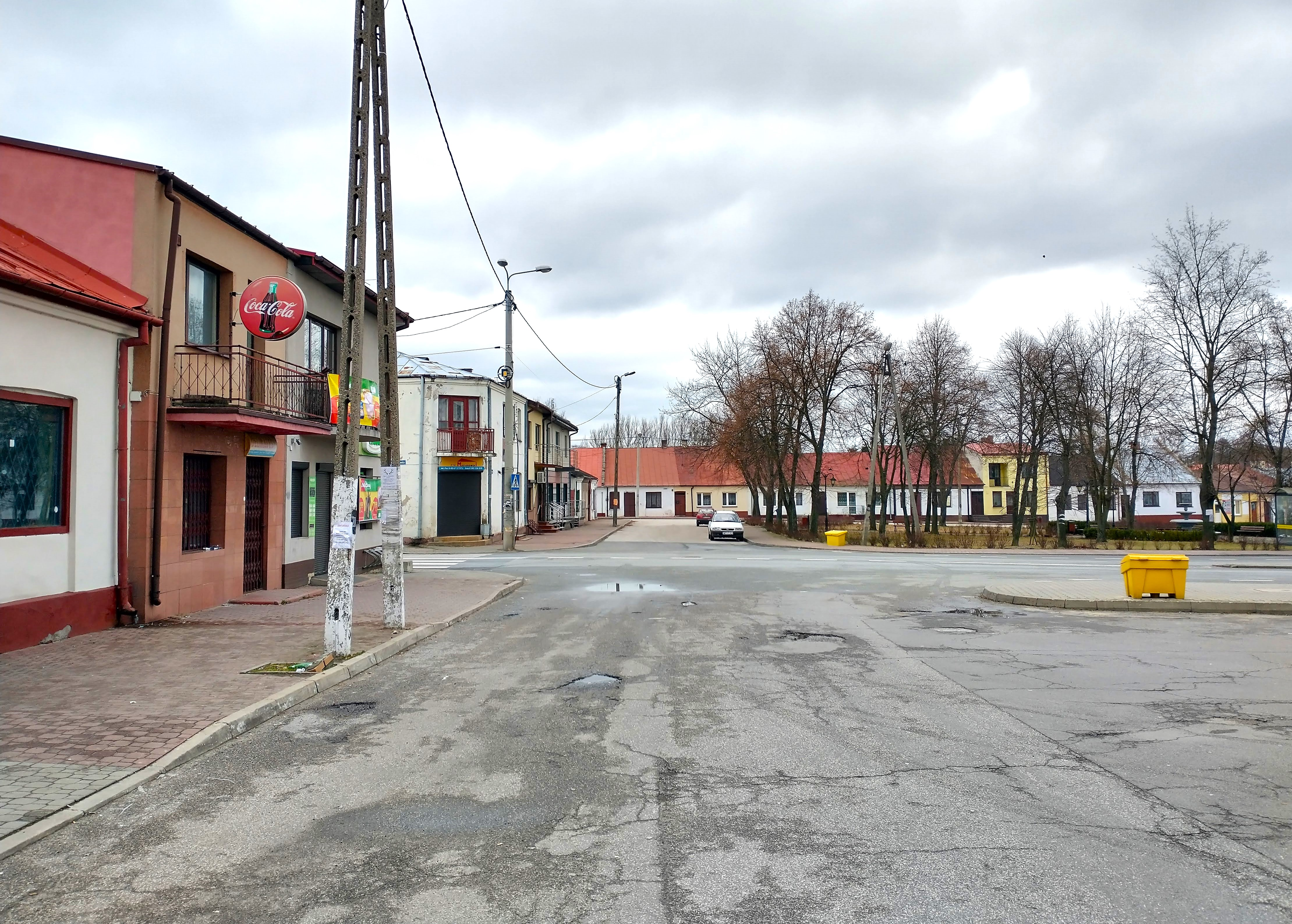